# Sekundærrute 502
Sekundærrute 502, även kallad Messemotorvejen, är en motorväg väster om Herning på Jylland i Danmark.
Motorvägen är en fortsättning och en del av nuvarande Messemotorvejen och börjar vid Snejbjerg, där den går i en båge väster om Herning förbi Regionshospitalet Gødstrup, och fram till anslutningsanläggningen som ansluter den norra änden av Messemotorvejen med Holstebromotorvejen och motorvägen norr om Herning, som båda ingår i Primærrute 18

## Trafikplatser
|  | Nr | Namn                         | Skyltning            |
|  | -- | ---------------------------- | -------------------- |
|  | 1  |                              | Snejbjerg 15         |
|  | 2  |                              | Herning NV, Gødstrup |
|  | 3  |                              | Vildbjerg 471 184    |
|  |    | Herning Nord (planerad 2031) | 18 Holstebro         |